# Tuktut Nogait National Park
Tuktut Nogait National Park  er en nationalpark i de nordøstlige dele af Northwest Territories i Canada. Parken blev oprettet i 1996 og det fredede område omfatter 16.340 kvadratkilometer. Det nærmeste samfund er Paulatuk. Området ligger cirka 170 kilometer nord for polarcirklen og naturen består hovedsageligt af tundra, krydset af floder og kløfter. De to største vandløb som løber igennem området er Hornaday River og Roscoe River.
Tuktut Nogait National Park er blandt andet kendt for at være kalvningsområde for en stor rensdyrhjord som  parkens navn, tuktutnogait (et ungt individ af rensdyr), henviser til  på inuvialuktun, canadiske inuitters sprog, som tales af den indfødte befolkning i området (som kaldes inuvialuit). Eksempler på andre større pattedyr som findes i parken er moskusokse, ræv, ulv og grizzlybjørn.

## Klima
Området hvor Tuktut Nogait National Park ligger har arktisk klima, vintrene er lange og kolde og sommeren kort. Da meget af landskabet består af åben, træløs tundra er det desuden næsten altid forblæst.
Middeltemperaturen om vinteren kan være så lav som minus 26 °C, men om sommeren kan middeltemperaturen gå op til plus 5 °C. Nedbøren er lav, i gennemsnit mellem 200-300 millimeter per år.
Klimaet i de nordlige dele af parken har et mere maritimt træk på grund af nærheden til Amundsen Gulf end de centrale og sydlige dele hvor klimaet er mere kontinentalt. Dette viser sig blandt andet ved at de nordlige dele af parken har mere nedbør og dis om sommeren, mens de centrale og sydlige dele har mindre dis og nedbør og større temperaturforskelle.

## Historie
I Tuktut Nogait National Park har man fundet spor af menneskelig tilstedeværelse mindst 1.000 år tilbage. Der findes mindst 360 arkæologisk interessante steder identificeret, specielt langs den nordlige kyst og langs områdets floder. De første mennesker i området hørte formodentlig til Thulekulturen eller dens nære efterfølgere. Efter disse fulgte inuvialuit, som traditionelt har anvendt området for fiskeri og jagt.
Den første europæer som nåede området var den franske missionær Émile Petitot i år 1867. Da området var så afsides beliggende tog det dog lang tid inden det udforskedes mere omhyggeligt. Mellem 1908 og 1912 færdedes opdagelsesrejsende Vilhjalmur Stefansson langs den nordlige kyst med en  ekspedition for at udforske området mellem Mackenzie Rivers delta og Coronation Gulf. Hudson's Bay Company etablerede en udpost ved Letty Harbour i 1930, men denne blev nedlagt  i 1937 eftersom handlen ikke blev rentabel.